# Joe Abbey
Joseph Reed Abbey, född 21 mars 1925 i Denton i Texas, död 6 mars 2014, var en amerikansk fotbollsspelare som spelade för lagen Chicago Bears och New York Bulldogs.